# Умершие в июле 1943 года
Это список известных людей, соответствующих установленным критериям значимости (см. Википедия:Критерии значимости персоналий), умерших в июле 1943 года.
Причина смерти указывается лишь в исключительных случаях (убийство, самоубийство, гибель в результате военных действий, смертная казнь, ДТП или несчастные случаи). В остальных случаях — не указывается.

## 2 июля
- Мелентьева, Мария Владимировна (19) — Герой Советского Союза.

## 4 июля
- Сикорский, Владислав (62) — польский военачальник и политик, генерал брони (генерал-полковник), глава правительства Польши в эмиграции; погиб в авиакатастрофе вместе с дочерью.

## 5 июля
- Бутырин, Иван Ульянович (24) — Герой Советского Союза.
- Ванахун, Манзус — Герой Советского Союза.
- Гагкаев, Алихан Андреевич (26) — Герой Советского Союза.
- Залевский, Владимир Николаевич (24) —лётчик-истребитель, командир звена 157-го истребительного авиационного полка (ВВС 4-й ударной армии, Калининский фронт), лейтенант. Герой Советского Союза.
- Карабулин, Николай Михайлович (24) — Герой Советского Союза.
- Маминов, Александр Иванович (31) — Герой Советского Союза.
- Сидоров, Иван Дмитриевич (26) — Герой Советского Союза.
- Усанин, Илья Афанасьевич (25) — Герой Советского Союза.
- Яценевич, Виктор Антонович (19) — Герой Советского Союза.

## 6 июля
- Бельгин, Андрей Антонович (22) — Герой Советского Союза.
- Пётр Волков (22) — Герой Советского Союза.
- Горовец, Александр Константинович (28) — Герой Советского Союза, заместитель командира 1-й эскадрильи 88-го гвардейского истребительного авиационного полка (8-я гвардейская истребительная авиационная дивизия, 5-й истребительный авиационный корпус, 2-я воздушная армия, Воронежский фронт) гвардии старший лейтенант.
- Илясов, Иван Васильевич (30) — Герой Советского Союза.
- Чеботарев, Дмитрий Федорович — Герой Советского Союза.
- Шаландин, Вальдемар Сергеевич (18) — командир взвода 1-й гвардейской танковой бригады (1-я гвардейская танковая армия, Воронежский фронт) гвардии лейтенант, Герой Советского Союза.
- Михайлов, Василий Николаевич (33) — Герой Советского Союза.
- Молчанов, Евгений Михайлович — Герой Советского Союза.
- Петров, Алексей Иванович — Герой Советского Союза.
- Попудренко, Николай Никитич (36) — Герой Советского Союза.
- Чепрасов, Михаил Максимович — Герой Советского Союза.
- Черненко, Василий Фёдорович (18) — Герой Советского Союза.

## 7 июля
- Власов, Алексей Алексеевич — Герой Советского Союза.
- Зинченко, Иван Трофимович — Герой Советского Союза.
- Мироненко, Виктор Арсентьевич (23) — Герой Советского Союза.
- Николаенков, Александр Игнатьевич (23) — Герой Советского Союза.
- Сапунов, Алексей Дмитриевич (22) — Герой Советского Союза.
- Седов, Константин Степанович — Герой Советского Союза.
- Фомин, Михаил Сергеевич (19) — Герой Советского Союза.
- Шапарь, Григорий Иванович (21) — советский офицер, Герой Советского Союза.

## 8 июля
- Бальц, Вера Александровна — российский и советский почвовед-географ.
- Беляев, Ириней Фёдорович (28) — Герой Советского Союза.
- Востриков, Тимофей Иванович — Герой Советского Союза.
- Докукин, Иван Архипович (23) — Герой Советского Союза.
- Игишев, Георгий Иванович (21) — Герой Советского Союза.
- Кобзарь, Яков Трофимович — Герой Советского Союза.
- Малов, Михаил Семёнович (29) — Герой Советского Союза.
- Потапов, Михаил Феофанович (22) — Герой Советского Союза.
- Серебрянников, Александр Георгиевич — Герой Советского Союза.
- Токарев, Моисей Степанович (29) — советский лётчик-истребитель, Герой Советского Союза, майор авиации.

## 9 июля
- Даулитбеков, Амантай (25) — старший сержант Рабоче-крестьянской Красной Армии, участник Великой Отечественной войны, Герой Советского Союза.
- Ерохин, Алексей Фёдорович — Герой Советского Союза.
- Уваров, Василий Тимофеевич (24) — Герой Советского Союза.

## 10 июля
- Деревянко, Алексей Акимович (21) — участник Великой Отечественной войны, Герой Советского Союза.
- Жуков, Александр Петрович — участник Великой Отечественной войны, Герой Советского Союза.
- Козьяков, Николай Дмитриевич — участник Великой Отечественной войны, Герой Советского Союза.

## 11 июля
- Блинов, Константин Минаевич — участник Великой Отечественной войны, Герой Советского Союза.
- Корольков, Сергей Иванович (26) — — советский летчик-ас истребительной авиации в годы Великой Отечественной войны, капитан, Герой Российской Федерации (1994, посмертно); погиб в бою.
- Кошкаров, Григорий Никифорович — участник Великой Отечественной войны, Герой Советского Союза.
- Сонин, Иван Егорович (29) — участник Великой Отечественной войны, Герой Советского Союза.

## 12 июля
- Алексеев, Николай Михайлович — советский военный лётчик, участник Великой Отечественной войны, заместитель командира эскадрильи 64-го гвардейского истребительного авиационного полка 4-й гвардейской истребительной авиационной дивизии 1-го гвардейского истребительного авиационного корпуса 15-й воздушной армии Брянского фронта, Герой Советского Союза (посмертно) (1943), гвардии младший лейтенант. Погиб в Курской битве
- Баронов, Константин Фёдорович (62) — российский военный, советский военачальник, генерал-майор, командующий 45 и 47 армиями.
- Конорев, Иван Алексеевич — командир танкового взвода, Герой Советского Союза, участник Великой Отечественной войны.
- Кукунин, Сергей Александрович — Герой Советского Союза, участник Великой Отечественной войны.
- Ломакин, Алексей Максимович (45) — Герой Советского Союза, участник Великой Отечественной войны.
- Маринченко, Николай Данилович (31) — Герой Советского Союза, участник Великой Отечественной войны.
- Мартехов, Василий Фёдорович (26) — Герой Советского Союза, участник Великой Отечественной войны.

## 13 июля
- Мельникайте, Мария Иозовна (20) — участница партизанского движения в Литве в Великую Отечественную войну, Герой Советского Союза.
- Мошин, Александр Фёдорович (25) — Герой Советского Союза.
- Хренов, Пётр Дмитриевич (23) — Герой Советского Союза
- Шморелль, Александр (25) — один из основателей немецкой антифашистской группы сопротивления, называвшейся «Белая роза»; гильотинирован.
- Шпетный, Павел Иванович — Герой Советского Союза.
- Хубер, Курт (49) — участник «Белой розы», преподаватель университета, где учились создатели антифашистской организации; гильотинирован.

## 14 июля
- Боровиченко, Мария Сергеевна (17) — Герой Советского Союза.
- Лапшов, Афанасий Васильевич (50) — Герой Советского Союза.

## 15 июля
- Баевский, Ян Антонин — блаженный Римско-Католической Церкви, священник, монах, мученик. Умер от тифа в Освенциме.
- Патраков, Александр Фёдорович (33) — Герой Советского Союза.

## 16 июля
- Виттенберг, Ицхак — первый командир еврейского подполья в Вильнюсском гетто.
- Бернацкий, Михаил Владимирович (67) — российский учёный-экономист. Министр финансов Временного правительства.]
- Прудкий, Николай Петрович (21) — советский военный. Участник Великой Отечественной войны. Герой Советского Союза.
- Ульянов, Дмитрий Ильич (68) — известный революционер и партийный деятель, младший брат известных революционеров Александра и Владимира Ульяновых.
- Ушаков, Константин Петрович — советский военачальник, кавалерист, комдив.
- Хряев, Василий Ильич (27) — Участник Великой Отечественной войны. Герой Советского Союза.

## 17 июля
- Алёшкин, Александр Иванович — советский офицер, участник Великой Отечественной войны, командир миномётной роты 142-го стрелкового полка 5-й стрелковой дивизии 63-й армии Брянского фронта. Герой Советского Союза (посмертно) (1943). Погиб в Курской битве.
- Гуськов, Гавриил Гаврилович (20) — Герой Советского Союза.
- Куракин, Николай Семёнович (28) — Герой Советского Союза.
- Любимов-Ланской, Евсей Осипович — российский и советский актёр, театральный режиссёр, народный артист РСФСР.
- Лягин, Виктор Александрович (34) — чекист, советский разведчик, капитан, Герой Советского Союза (посмертно).

## 18 июля
- Лорченко, Леонид Дмитриевич (17) — Герой Советского Союза.

## 19 июля
- Буданова, Екатерина Васильевна (26) — Герой Российской Федерации (1993, посмертно), лётчик-истребитель, гвардии старший лейтенант.
- Вострухин, Пётр Михайлович (22) — Герой Советского Союза, стрелок, лейтенант.
- Ежков, Валентин Фёдорович (21) — Герой Советского Союза.
- Ермак, Владимир Иванович (19) — Герой Советского Союза, стрелок, лейтенант.
- Лебедев, Алексей Иванович — Герой Советского Союза.
- Пухала, Иосиф Ахиллес (32) — блаженный Римско-Католической Церкви.
- Резник, Фёдор Григорьевич (23) — Герой Советского Союза.
- Скляр, Григорий Аникеевич — Герой Советского Союза.
- Стэмпень, Кароль Германь (32) — блаженный Римско-Католической Церкви.
- Черезов, Аркадий Степанович (20) — Герой Советского Союза.
- Чигин, Леонид Сергеевич (33) — Герой Советского Союза.

## 20 июля
- Бова, Ефим Ермолаевич — ефрейтор Рабоче-крестьянской Красной Армии, участник Великой Отечественной войны, Герой Советского Союза.
- Брацюк, Николай Захарович (34) — советский офицер, танкист в годы Великой Отечественной войны, Герой Советского Союза (1944, посмертно).
- Восканян, Арус Тиграновна (54) — советская армянская актриса, Народная артистка Армянской ССР. Умерла от брюшного тифа.

## 21 июля
- Зверинцев, Николай Михайлович — Герой Советского Союза.

## 22 июля
- Зуб, Николай Антонович (24) — участник Великой Отечественной войны, Герой Советского Союза.
- Ломакин, Василий Андреевич (43) — участник Великой Отечественной войны, Герой Советского Союза.
- Пименов, Иван Тимофеевич — участник Великой Отечественной войны, Герой Советского Союза.
- Примак, Николай Алексеевич (18) — участник Великой Отечественной войны, Герой Советского Союза.
- Сечкин, Александр Кириллович — участник Великой Отечественной войны, Герой Советского Союза
- Трубин, Иван Степанович (24) — участник Великой Отечественной войны, Герой Советского Союза
- Хирков, Степан Игнатьевич (40) — участник Великой Отечественной войны, Герой Советского Союза
- Шуклин, Илья Захарович (20) — участник Великой Отечественной войны, Герой Советского Союза
- Яковлев, Михаил Иванович (32) — участник Великой Отечественной войны, Герой Советского Союза

## 23 июля
- Моченков, Леонид Иванович (30) — Герой Советского Союза.
- Спивак, Моисей Лейвикович (24) — участник Великой Отечественной войны, адъютант командира 409-го стрелкового полка (137-я стрелковая дивизия, 48-я армия, Центральный фронт), Герой Советского Союза, лейтенант.
- Татаринов, Леонид Михайлович (19) — Герой Советского Союза.

## 24 июля
- Морозов, Иван Константинович (19) — Герой Советского Союза.
- Ошмарин, Иван Константинович (23) — Герой Советского Союза.
- Ратников, Пётр Петрович — Герой Советского Союза.
- Шушин, Иван Фёдорович (19) — Герой Советского Союза.

## 25 июля
- Баймагамбетов, Султан Биржанович (21) — командир пулемётного отделения 147-го стрелкового полка (43-я стрелковая дивизия, 67-я армия, Ленинградский фронт), старший сержант, Герой Советского Союза Хпосмертно) (1944). Закрыл своей грудью амбразуру пулемёта.
- Бисеров, Кузьма Фёдорович (20) — участник Великой Отечественной войны, Герой Советского Союза.
- Варламов, Николай Гаврилович (36) — участник Великой Отечественной войны, Герой Советского Союза.
- Губарь, Александр Герасимович — лейтенант Рабоче-крестьянской Красной Армии, участник Великой Отечественной войны, Герой Советского Союза.
- Овчинников, Григорий Семёнович (45) — участник Великой Отечественной войны, Герой Советского Союза.
- Силантьев, Михаил Васильевич (24) — участник Великой Отечественной войны, Герой Советского Союза.

## 26 июля
- Степанов, Олег Николаевич (18) — Герой Советского Союза.

## 27 июля
- Батюк, Николай Филиппович (37) — советский военачальник, командир 284 стрелковой дивизии. Умер от разрыва сердца.
- Смирнов, Владимир Васильевич (40) — Герой Советского Союза.
- Талалушкин, Николай Степанович — Герой Советского Союза.
- Химушин, Николай Фёдорович — Герой Советского Союза.

## 28 июля
Деревянко Иван Федорович

## 29 июля
- Самохин, Пётр Филатович (31) — участник Великой Отечественной войны, Герой Советского Союза.

## 30 июля
- Глазов, Николай Елизарович (23) — лейтенант Рабоче-крестьянской Красной Армии, участник Великой Отечественной войны, Герой Советского Союза.

## 31 июля
- Татаркин, Пётр Евпсифович — Герой Советского Союза.
- Эйтингон, Макс (62) — психоаналитик, один из первых и наиболее преданных учеников Фрейда, основатель ряда психоаналитических обществ, издательств, библиотек и институтов, организатор психоаналитического обучения.